# Flämischer Nationalismus

Flandern innerhalb Belgiens.

Die niederländischen Sprachregionen Flandern und die Niederlande.

Der Flämische Nationalismus ist eine politische, soziale und kulturelle Bewegung in Belgien. Ihre Anhänger leben im niederländischsprachigen Norden von Belgien, vor allem in der Region Flandern und teilweise in der zweisprachigen Region Brüssel-Hauptstadt. Die Bewegung hat ihre Wurzeln im 19. Jahrhundert, als die niederländischsprachigen Belgier sich in der belgischen Gesellschaft als benachteiligt empfunden haben.
Das Französische hat in Belgien zwar weniger Sprecher als das Niederländische, hatte aber allgemein mehr Prestige und wurde lange Zeit von den Eliten bevorzugt. Der Gegensatz zwischen beiden Sprachgruppen ist die Ursache für den flämisch-wallonischen Konflikt, der die Geschichte und Gegenwart Belgiens prägt.
Anschub erhielt der Nationalismus vor allem in der Zeit der Weltkriege. Teile des flämischen Nationalismus haben mit den deutschen Besatzern zusammenarbeitet und standen nationalsozialistischen Ideen nahe. Die Kollaboration und ihre Bestrafung nach den Kriegen verschärfte den Konflikt zwischen den Sprachgruppen und stärkte letztlich den Nationalismus in Flandern. Flämisch-nationalistische Ideen sind heute in Flandern weit verbreitet. Mit der Föderalisierung Belgiens und der Einrichtung einer Region Flandern hat die Bewegung ein wichtiges (Teil-)Ziel erreicht.

## Ziele und Strömungen
Der flämische Nationalismus hatte zunächst das Ziel, die Position des Niederländischen innerhalb Belgiens zu stärken. Darüber hinaus entwickelten die Nationalisten auch Ansichten zur politischen Struktur des Landes. Einige von ihnen forderten größere Autonomie für die Niederländischsprachigen oder die von ihnen bewohnten Gebiete. Dieses Ziel wurde mit der Föderalisierung Belgiens im späten 20. Jahrhundert weitgehend erreicht. Allerdings gibt es Nationalisten, die den Föderalstaat weiter gegenüber den Regionen schwächen wollen (unter anderem geht es um Transferzahlungen zwischen den Regionen).
Eine andere Richtung innerhalb des flämischen Nationalismus geht über den Autonomismus weiter und verlangt einen eigenständigen flämischen Staat (Separatismus). Einige Anhänger dieser Richtung wünschen sich eine Vereinigung Flanderns mit den Niederlanden zu den Großniederlanden. Diese weniger verbreitete Richtung nennt man großniederländisch oder dietsch.
Die unterschiedlichen Strömungen im flämischen Nationalismus orientieren sich an verschiedenen Auffassungen über die flämische Gesellschaft. Eine liberale Strömung versteht den flämischen Nationalismus als emanzipatorisch und inklusiv. Sie vertritt allgemein eher linksliberale Positionen. Die andere Strömung steht weit rechts und kann als rassistisch und rechtsextrem eingestuft werden.

## Parteien
Seit den 1970er-Jahren trennten sich die einst gesamtbelgischen Parteien nach den beiden Sprachgruppen. So entstanden z. B. eine flämische Christdemokratie und eine wallonische Christdemokratie usw. Da für viele Flamen der flämisch-wallonische Konflikt eine mehr oder weniger große Rolle spielt, findet man in den meisten flämischen Parteien auch flämisch-nationalistische Ansichten im weitesten Sinne. Das bedeutet, dass sie zumindest die heutige Föderalisierung Belgiens gutheißen. Beinahe alle flämischen Parteien haben neue Namen angenommen, in denen das Wort „flämisch“ vorkommt.
Eine Ausnahme von dieser Entwicklung bilden am ehesten die linken Parteien, die Sozialisten und die Grünen. Zwar haben auch sie sich nach Sprachgruppen getrennt. Doch steht für sie die soziale bzw. die Umweltfrage im Vordergrund.
Die eigentlichen flämischen Nationalisten sammelten sich ab 1954 in der Volksunie. Von dieser liberalen Partei trennten sich in den 1970er-Jahren die Rechten. Diese radikale Richtung führte zur heutigen Partei Vlaams Belang. Ihre Ansichten sind separatistisch und rechtsnationalistisch.
Die verbleibende linksliberale Volksunie spaltete sich im Jahr 2001. Eine linksliberale oder sozialliberale Gruppe nannte sich zunächst Spirit und fand schließlich den Weg zu den Grünen. Die größere Gruppe nannte sich Nieuw-Vlaamse Alliantie. Die N-VA verortete sich zunächst in der politischen Mitte und rückte dann weiter nach rechts. Heute ist sie eher als konservativ-liberale Partei der rechten Mitte oder der Rechten einzustufen. Seit 2010 ist sie die stimmenstärkste flämische Partei, vor den einst starken Christdemokraten (CD&V) und Liberalen (Open VLD).